# Constant Vautravers
Pour les articles homonymes, voir Vautravers.
Constant Vautravers, né le 8 juillet 1922 à Marseille et mort le 12 septembre 2012 à Aix-en-Provence, est un journaliste, rédacteur en chef du Provençal et un écrivain français.

## Biographie
Constant Léandre Vautravers est le fils d'un ingénieur électricien Charles Vautravers et de Emilie Bégouin. Il avait aussi un frère du nom de Pierre Vautravers qui mari plus tard Marie-Hélène Castanier.
En 1954, lorsque l'abbé Pierre alors député lance son premier appel à l'aide à l'Assemblée Nationale, Constant Vautravers, journaliste débutant au  Provençal, part vivre une semaine dans les rues de Marseille. Il côtoie alors différents exclus de la vie. Dans une interview il conclut aisi cette expérience humaine : « J'avais découvert des gens qui avaient le sens de la débrouille, tout simplement parce  qu'ils ne voulaient pas mourir ».
Le 4 février 1971 il est élu à l'Académie des Sciences, Lettres et Arts de Marseille et en sera le directeur en 1979 et 1993. 
Il se marie avec Marie-Antoinette Giorgi le 5 Octobre 1946 et a 3 fils : Jean-Luc Vautravers Chirurgien Dentiste, Claude Vautravers Chirurgien Dentiste et Philippe Vautravers Médecin Endocrinologue.

## Œuvres
- Constant Vautravers et Alex Mattalia, Des journaux et des hommes, du XVIIIe au XXIe siècle, Avignon, A. Barthélemy, 1994, 253 p. (lire en ligne).
- Georges Serratrice et Constant Vautravers, Vingt-six siècles de médecine à Marseille, Marseille, Jeanne Laffitte, 1996, 798 p. (ISBN 2-86276-308-X).
- Constant Vautrevers (photogr. Alfred Wolf), La Provence, Marseille, Jeanne Laffitte, 1997, 182 p. (ISBN 2-86276-233-4).
- Constant Vautravers, Mon journal est mort avant moi, Marseille, J.C.Abou, 1998, 221 p. (ISBN 2-91296-000-2).
- Constant Vautravers, La Saga du Prado, Arles, Actes Sud, 2005, 190 p. (ISBN 2-7427-5565-9).
- Constant Vautravers (préf. Edmonde Charles-Roux), Les Thermes à Marseille : Camoins les Bains, Gémenos, Autres Temps, 2006, 128 p. (ISBN 2-84521-236-4).

## Décorations
- Chevalier de la Légion d'honneur, décret du 13 juillet 2011[6]
- Officier de l'ordre des Palmes académiques
- Chevalier dans l’ordre du mérite social
- Chevalier dans l’ordre national du mérite
- Officier dans l’ordre royal du Phénix grec
- Officier dans l’ordre national du Lion d’or du Sénégal